# 子基
子基（英語：subbasis）是拓撲學的一種概念，具有拓扑结构{\displaystyle \tau }的拓扑空间{\displaystyle X}的子基{\displaystyle B}是{\displaystyle \tau }的一個子集合，使得{\displaystyle B}能夠生成{\displaystyle \tau }。{\displaystyle \tau }是最小能夠包含{\displaystyle B}的拓扑結構。一個拓撲可以有不同的子基，但由子基確定唯一的拓撲。

## 外部參考
- 數學示例：拓撲空間